# Devils & Dust
Devils & Dust er det trettende studiealbum af den amerikanske musiker Bruce Springsteen, og hans tredje folk album (efter Nebraska og The Ghost of Tom Joad). Det blev udgivet den 25. april 2005 i Europa og den 26. april i USA. Det debuterede på toppen af den amerikanske Billboard 200 albumhitliste.

## Baggrund
Springsteen var meget åben omkring det faktum, at mange af de sange fra Devils & Dust dateres helt tilbage et årti (eller mere).
Springsteen skrev sangen "All the Way Home" for Southside Johnny for at bruge det i hans album Better Days, som blev udgivet i 1991. Sangene "Long Time Comin'" og "The Hitter" blev skrevet og udført i løbet af Springsteens solo Ghost of Tom Joad Tour i 1996. "Devils & Dust" er også kendt for at have været skrevet tidligere, og blev præsenteret i soundchecks under The Rising Tour i starten af sommeren 2003 og efterfølgende år under Vote for Change touren i slutningen af 2004. (Springsteen havde "Devils & Dust" med på hans spille-liste i mindst en koncert under Vote for Change, men besluttede senere at udføre en 12 strenget guitar gengivelse af "The Star-Spangled Banner", som han senere satte gratis på sin officielle hjemmeside). 

## Albummets temaer
Titelnummeret handler om en soldat i krig, der antages for at være amerikaner, som havde deltaget i Invasionen af Irak 2003, eller den efterfølgende besættelse. Det kunne også omfatte en Western indstilling på anden måde. De fleste af sangene er om sjæle i oprør. En stor del af billeder er taget fra den amerikanske vestegn, som Sprignsteen tidligere havde gjort i hans The Ghost of Tom Joad album, samt Nebraska.
Dette album beskæftiger sig også med forholdet mellem mødre og børn, der markerede en afvigelse for Springsteen, der tidligere ofte havde skrevet om sit forhold til sin far, men lidt om hans mor.
Sangene "Reno" og "Long Time Comin'" kom som en overraskelse for mange lyttere. "Reno" beskriver i grafiske detaljer et seksuelt møde med en prostitueret, mens "Long Time Comin'" har ordet "fuck" i teksterne. Springsteen forklarede de to sange ved at afsløre, "Reno" handlede om en mand, så forelsket i sin afdøde kone, at hans desperation ikke kan overvindes selv af en prostitueret ("Det var ikke den bedste jeg nogensinde har haft / ikke engang tæt på") og at det udråb i "Long Time Comin'" ikke var negativt, men i virkeligheden en positiv bekræftelse ("Jeg kommer ikke til at fucke det op denne gang," med henvisning til at øge sit nye barn).
Afslutningssangen, "Matamoros Banks", bliver fortalt i baglæns tid og udforsker de tanker om en døende immigrant der passerer grænsen fra Mexico. Der ser ud til at fortsætte en historie første gang fortalt i "Across the Border" i The Ghost of Tom Joad.

## Markedsføring
Den 28. marts 2005, blev titelnummeret præsenteret som en eksklusiv "første lytter" på AOLmusic.com. Den næste dag blev den udgivet til køb på iTunes Store.
Albummet blev også udgivet i DualDisc-format. Dette sætter det regulære album på den ene side af disken, og særlige indhold, ligesom 5,1 surround sound og video på den anden side af disken i DVD format. DVD siden af disken har Springsteens udførelse og kommentering af skrivning/oprettelse af "Devils & Dust", "Long Time Comin'", "Reno", "All I'm Thinkin' About" og "Matamoros Banks".
Lyrikken til sangene vedlægges under afspilning af surround sound delen i en karaoke-stil.
I Japan blev dette album udgivet som separat CD og DVD-video.
Albummet blev også udgivet som en dobbelt vinylplade, som udelades video materialer.
Markedsføringen var vellykket. Det gav Springsteen sit syvende #1—og fjerde #1 debut-på Billboard albumhitliste, sit andet for et album, der kun indeholder tidligere uudgivet indhold og første nogensinde uden E Street Band. Devils & Dust solgte over 222.000 eksemplarer i den første uge. Efter den oprindelige udgivelses periode, faldt salget dog roligt ned, som i februar 2006 havde opnået guld, men ikke platin status i USA, hvor den har solgt 650.000 eksemplarer pr. november 2008.
Starbucks var blevet anset for en mulig detailforretning til albummet, som den havde tegnede sig for omkring en fjerdedel af alt salg til det nyligt vellykket Ray Charles Genius Loves Company. Starbucks, afviste dog at sælge kopier af Springsteens nye album. Starbucks afviste at sælge albummet ikke kun på grund af sangen "Reno", men på grund af omstændigheder, som Springsteen havde truffet på virksomhedens politik og Springsteen opnåede ikke godkendelse for en cobrandede disk og salgsfremmende aftale, som en fremtrædende Starbucks navn. Springsteens pladeselskab Columbia Records, vægrede sig da ideen ikke lykkedes, med henvisning til blue-collar champion velkendte modstand mod at markedsføre hans musik.
Der var en række faktorer involveret... [Lyrik] var en af de faktorer, men ikke kun den eneste årsag, udtalte Ken Lombard, formand for Starbucks Entertainment, til Reuters.
Ved en koncert i Tower Theater i Philadelphia, introducerede Springsteen "Reno" i en spøg, at albummet ville være til rådighed på Dunkin' Donuts og Krispy Kreme butikker overalt.
Springsteens solo Devils & Dust Tour begyndte ved albummets udgivelse.

## Priser
Springsteen modtog fem Grammy Award nomineringer for dette album, tre til sangen "Devils & Dust", for årets sang, bedste rocksang og bedste solo rock vokal, og to for albummet i sin helhed, for bedste moderne folke-album og for bedste musikvideo. Hans eneste pris kom for bedste solo rock vokal, en pris han blev høstet i tidligere år for "Code of Silence" og "The Rising".
Under Grammys tv-udsendelse den 8. februar 2006 gav Springsteen en lidenskabelig live-solo af "Devils & Dust", ved afslutningen sagde han "Bring dem hjem", derefter vendte han sig om og forlod scenen uden at vente lidt for at modtage sit stående ovation. Hans Grammy tilsynekomst var noget, der minder om hans præstation af "My City of Ruins" under perioden efter 11. september 2001 på støtte-albummet America: A Tribute to Heroes.

## Trackliste
Alle sange er skrevet af Bruce Springsteen.
| #   | Titel                    | Længde |
| --- | ------------------------ | ------ |
| 1.  | "Devils & Dust"          | 4:58   |
| 2.  | "All the Way Home"       | 3:38   |
| 3.  | "Reno"                   | 4:08   |
| 4.  | "Long Time Comin'"       | 4:17   |
| 5.  | "Black Cowboys"          | 4:08   |
| 6.  | "Maria's Bed"            | 5:35   |
| 7.  | "Silver Palomino"        | 3:22   |
| 8.  | "Jesus Was an Only Son"  | 2:55   |
| 9.  | "Leah"                   | 3:32   |
| 10. | "The Hitter"             | 5:53   |
| 11. | "All I'm Thinkin' About" | 4:22   |
| 12. | "Matamoros Banks"        | 4:00   |

- Sangene er alle ophavsretligt beskyttet i 2005, undtagen "All the Way Home" ophavsretten, der daterer sig til 1991.

## Hitlister
| År   | Hitliste      | Position | Salg    |
| ---- | ------------- | -------- | ------- |
| 2005 | Billboard 200 | 1        | 650.000 |

## Medvirkende
- Bruce Springsteen – vokal, guitar, keyboards, bass guitar, trommer, harmonika, tamburin, percussion
- Marty Rifkin – steel guitar
- Brendan O'Brien – drejelire, sarangi, sitar, bass guitar, percussion
- Soozie Tyrell – violin, støttevokal
- Nashville String Machine – strings
- Brice Andrus, Susan Welty, Thomas Witte, Donald Strand – horns
- Chuck Plotkin – klaver
- Danny Federici – keyboards
- Steve Jordan – trommer
- Patti Scialfa, Lisa Lowell – støttevokal
- Mark Pender – trompet
- Danny Clinch – design